# Enallagma boreale
Enallagma boreale ist eine Kleinlibellenart aus der Familie der Schlanklibellen (Coenagrionidae), die in großen Teilen Kanadas und Nordamerikas verbreitet ist und in nördlichen Breiten sehr häufig werden kann.  Besiedelt werden Teiche und Randbereiche größerer Seen mit hohen Anteilen aus dem Wasser ragender Vegetation. Enallagma boreale ist ein typischer Vertreter der zahlreichen Gruppe blau gefärbter Becherjungfern und ist den anderen Mitgliedern zum Verwechseln ähnlich, vor allem der ihr auch in den ökologischen Ansprüchen nahezu gleichenden Enallagma annexum. Das Artepitheton boreale ist abgeleitet von altgriechisch βορέας boreas, was „Kälte“ bedeutet und zugleich auf Boreas verweist, den griechischen Gott des winterlichen Nordwinds, und wurde vom Erstbeschreiber Edmond de Selys-Longchamps als Hinweis auf den Verbreitungsschwerpunkt gewählt.

## Merkmale
Enallagma boreale ist eine typische Schlanklibelle mit einer Körperlänge von 28 bis 36 Millimetern und einer Länge des Hinterflügels von 17 bis 22 Millimetern. Die Männchen haben eine hellblaue Grundfarbe mit großen tropfenförmigen und ebenfalls blauen Postokularflecken auf der dem Körper zugewandten Seite der Facettenaugen. Diese sind mit der Spitze zueinander ausgerichtet und über eine Linie miteinander verbunden. Die Augen sind oberseits dunkel, so dass sie wie von einer Kappe bedeckt wirken. Der sich auf der Oberseite des Vorderkörpers (Thorax) befindende Mittelstreifen ist auffällig breit, die seitlichen Humeralstreifen dagegen schmal. Auf den darunterliegenden hellblauen Thoraxseiten befinden sich zwei Thoraxseitenstreifen, der obere ist nur sehr rudimentär oder gar nicht ausgebildet, so dass die Thoraxseitenfläche wie ohne Zeichnung erscheint. Das lang gestreckte Abdomen ist mit einer schlanklibellentypischen Zeichnung versehen. Das zweite Segment trägt an seinem unteren Ende einen breiten schwarzen, schirmförmig gebogenen Querstrich, der sich bei einigen Exemplaren bis zum Segmentende erstrecken kann. Bei Vertretern im Osten des Verbreitungsgebietes ist dieser Querstrich signifikant größer. Auf den weiteren Segmenten drei bis fünf befinden sich, jeweils am caudalen Ende gelegene schwarze Ringe, der breiteste auf dem fünften Segment. Der Großteil der Segmente sechs und sieben ist schwarz, das achte und neunte Abdominalsegment sind ganz blau, das zehnte oberseits wieder schwarz.
Nördliche Populationen, besonders im Hochland von Alaska und Kanada besitzen eine weit ausgedehntere schwarze Zeichnung, die Humeralstreifen sind deutlich breiter, die Antehumeralstreifen können durchbrochen sein. Die Zeichnung des zweiten Abdominalsegmentes wirkt wie ein großer Fleck und berührt den hinteren Rand des Segmentes. Die Zeichnung der mittleren Abdominalsegmente ist vergrößert, mehr als die Hälfte des vierten und fünften Segmentes sind geschwärzt. Einige Populationen besitzen eine auffällige unregelmäßige schwarze Zeichnung auf den Seitenflächen des eigentlich blauen achten Segments.
Das Abdomen der Weibchen ist kräftiger als das der Männchen gebaut und oberseits überwiegend dunkel gefärbt, die Abdominalsegmente zeigen jeweils nur am vorderen Rand der Segmente drei bis acht einen hellen Ring. Vor dem Legebohrer, auf dem achten Hinterleibssegment, befindet sich ein abstehender Dorn. Die helle Grundfärbung der Libelle ist am ausgeprägtesten auf Segment acht, dies kann manchmal sogar vollständig ohne schwarze Zeichnung sein. Die Segmente neun und zehn sind schwarz. Die Augen der Weibchen sind farblich horizontal geteilt, der obere Teil ist Dunkel-, der untere Hellbraun, auf dem unteren hellen Teil zeichnet sich meist noch ein dunkler horizontaler Streifen ab. Die Thoraxzeichnung entspricht der der Männchen. Wie in der Unterfamilie der Ischnurinae nicht ungewöhnlich, treten die Weibchen in verschiedenen Farbvarianten auf. Es gibt eine androchrome, wie die Männchen gefärbte Form, und eine braune, heterochrome Form.

### Ähnliche Arten
Eine relativ junge evolutionäre Aufsplittung hat in Nordamerika zu einer großen Anzahl teilweise sehr ähnlicher und nur schwer unterscheidbarer Arten geführt.  Allerdings werden die Becherjungferngesellschaften häufig nur aus einer Art gebildet, und einmal bestimmt, kann davon ausgegangen werden, dass alle Exemplare dieser Population nur dieser Art angehören. Präferenzen für verschiedene, auf den ersten Blick sehr ähnlich erscheinende, Habitattypen scheinen sie zu trennen, wenn auch diese Mechanismen noch nicht vollständig verstanden sind.
Enallagma boreale und Enallagma annexum, deren Verbreitungsgebiete sich großflächig überschneiden, bilden ein Artenpaar, das im Feld nicht zu unterscheiden ist. Nur durch vergrößernde Untersuchung der in feinen Details differierenden männlichen Hinterleibsanhänge sind  Enallagma boreale und Enallagma annexum, sowie die ebenfalls sehr ähnliche Enallagma vernale zu unterscheiden. Bei E. annexum kann in der Vergrößerung der männlichen Hinterleibsanhänge eine nach hinten gerichtete lippenförmige Erhebung festgestellt werden, bei E. boreale befindet sich diese an der Innenseite der Cerci.
Ebenfalls nur sehr schwierig von Enallagma boreale zu unterscheiden ist Enallagma civile, deren Verbreitungsgebiet sich mit dem von E. boreale jedoch nur zu einem geringen Teil überschneidet. E. civile besitzt längere obere Hinterleibsanhänge als untere, genau umgekehrt zu E. boreale und die Postokularflecken sowie die, das hintere Segmentende berührende, Zeichnung auf der Oberseite des zweiten Abdominalsegments sind größer. Auch Enallagma hageni und Enallagma ebrium, deren Verbreitungsgebiete sich eher mit dem von Enallagma boreale decken, ähneln ihr, sind aber insgesamt kleiner mit kleineren Postokularflecken und besitzen größere Flecken auf dem zweiten Abdominalsegment. Auch die männlichen Hinterleibsanhänge erlauben eine eindeutige Identifikation. Bei Enallagma clausum ist die Zeichnung auf den mittleren Abdominalsegmenten gewöhnlich weniger ausgeprägt. Mit Enallagma carunculatum überschneidet sich die Verbreitung in einigen Gebieten, aber die Männchen sind durch die Ausdehnung der Schwarzfärbung der mittleren Abdominalsegmente und die unterschiedlichen Hinterleibsanhänge leicht zu unterscheiden.
Auch die Weibchen von Enallagma boreale und Enallagma annexum ähneln einander sehr, eine Bestimmung kann anhand des Vergleichs des Prothorax und dessen typischer Form des Hinterrandes erfolgen. Dieser ist bei E. annexum deutlich ausgebildet, während er bei E. boreale mit dem Thorax verschmilzt. Bei den Weibchen anderer ähnlicher Becherjungfern kommt das ausgeprägt helle achte Abdominalsegment nicht vor.

## Verbreitung

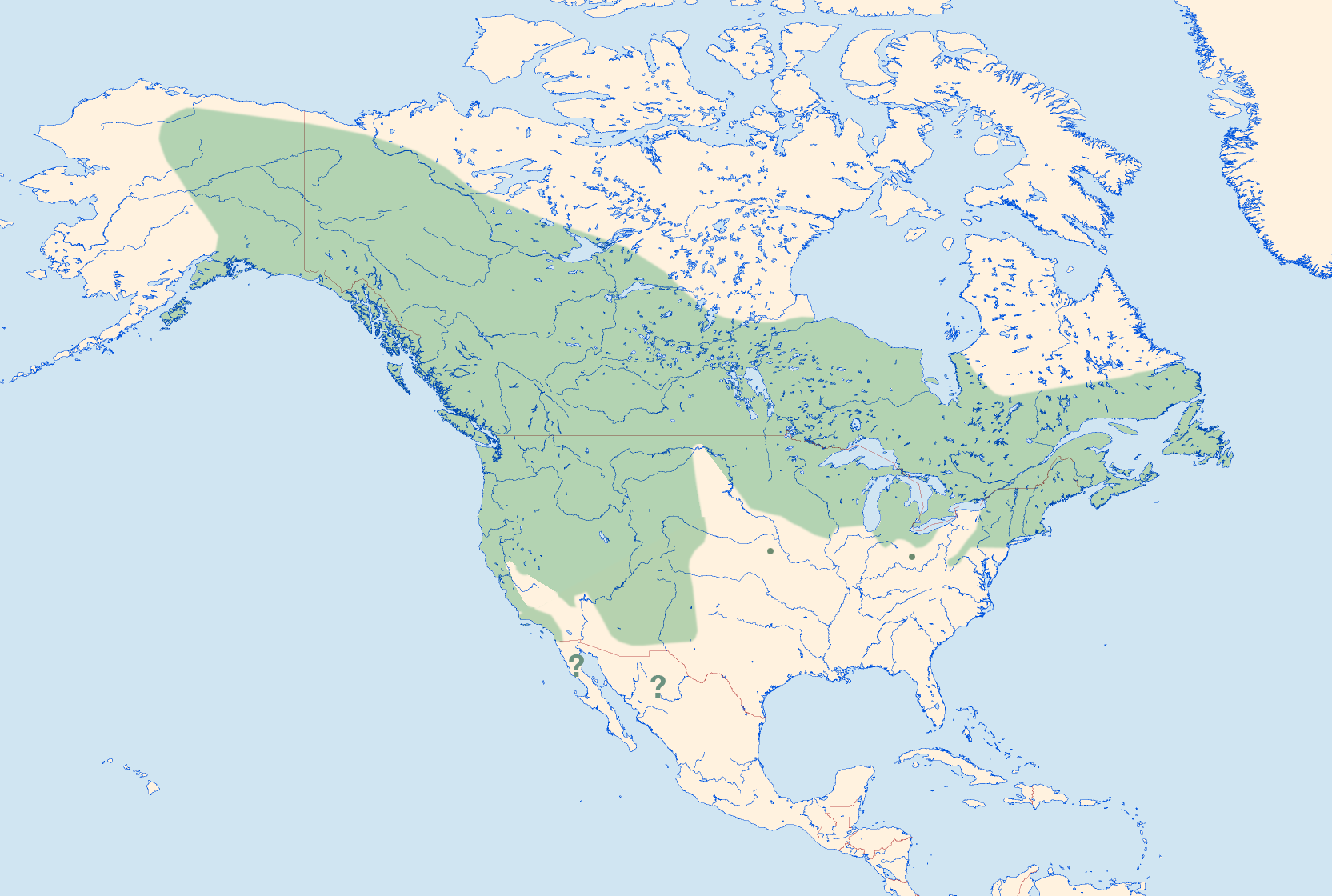
Verbreitung von Enallagma boreale

Enallagma boreale ist im ganzen Westen Nordamerikas verbreitet, das Verbreitungsgebiet reicht von Alaska bis ins mexikanische Hochland von Durango, im Osten reicht es von Labrador im Norden bis Iowa und West Virginia. Entlang der unmittelbaren Pazifikküste ist E. boreale weniger häufig als E. annexum zu finden, generell werden eher trockenere Regionen bevorzugt. Im Süden des Verbreitungsgebietes werden vorwiegend höhere Lagen besiedelt.

## Lebensweise
Enallagma boreale kann in nördlichen Breiten sehr häufig werden. Besiedelt werden Teiche und die Randbereiche größerer Seen mit hohem Anteilen aus dem Wasser ragender Vegetation, einschließlich kalter Tundratorfmoore. Im Osten ist E. boreale offenbar auf fischfreie Gewässer beschränkt, nicht so im Westen. Die Männchen sind – typisch für die Becherjungfern – in großer Zahl am Wasser anzutreffen, wo sie in hoher Zahl niedrig über das offene Wasser fliegen und an Emersvegetation ruhen. Paare bilden sich teilweise schon weit vom Wasser entfernt, häufig an offenen Korridoren in Waldgebieten. Die Kopulation dauert im Durchschnitt 23 Minuten, daran schließt sich eine Suche nach geeigneten Eiablageplätzen an. Die Eiablage erfolgt im Tandem und kann auch unter Wasser fortgesetzt werden. Die Durchschnittslebenserwartung der ausgereiften und reproduktiven Imagines beträgt vier Tage mit einem Maximum von 17 Tagen.
Die Flugzeit differiert mit der Verbreitung. In Yukon liegt sie zwischen Mai und Juli, in British Columbia dagegen zwischen April und September. Am südlichen Verbreitungsrand in Arizona dauert sie von Juni bis Oktober. Im Nordosten Nordamerikas in Nova Scotia liegt sie zwischen Mai und September und reicht am südlichen Verbreitungsrand, in Ohio, bis in den Juni.